# Gilbert A. Pierce
Gilbert Ashville Pierce, född 11 januari 1839 i Cattaraugus County, New York, död 15 februari 1901 i Chicago, Illinois, var en amerikansk republikansk politiker och diplomat. Han var guvernör i Dakotaterritoriet 1884-1886. Han representerade sedan delstaten North Dakota i USA:s senat 1889-1891.
Pierce flyttade 1854 till Indiana. Han deltog i amerikanska inbördeskriget i nordstaternas armé. Han inledde sedan 1865 sin karriär som advokat i Indiana och arbetade senare som journalist i Chicago. Han blev 1884 utnämnd till guvernör i Dakotaterritoriet. Han avgick två år senare.
Pierce och Lyman R. Casey valdes till de två första senatorerna för North Dakota. Pierce efterträddes 1891 som senator av Henry C. Hansbrough.
Pierce flyttade 1891 till Minneapolis, sedan till Florida och därefter till Colorado. Han tjänstgjorde 1893 som chef för USA:s diplomatiska beskickning i Portugal.
Pierce County, North Dakota har fått sitt namn efter Gilbert A. Pierce.